# Њу Кливланд (Тексас)
Њу Кливланд (енгл. North Cleveland) град је у америчкој савезној држави Тексас. По попису становништва из 2010. у њему је живело 247 становника.

## Демографија
Према попису становништва из 2010. у граду је живело 247 становника, што је 16 (6,1%) становника мање него 2000. године.
| Група             | 2000.       | 2010.       |
| Белци             | 167 (63,5%) | 169 (68,4%) |
| Афроамериканци    | 15 (5,7%)   | 9 (3,6%)    |
| Азијати           | 0 (0,0%)    | 2 (0,8%)    |
| Хиспаноамериканци | 70 (26,6%)  | 64 (25,9%)  |
| Укупно            | 263         | 247         |